# Bruce Campbell (giocatore di football americano)
Bruce Campell (Hamden, 25 maggio 1988) è un giocatore di football americano statunitense che gioca nel ruolo di offensive tackle per i Carolina Panthers della National Football League. Fu scelto nel corso del quarto giro (106º assoluto) del Draft NFL 2010 dai Raiders. Al college giocò a football a Maryland.

## Carriera professionistica

### Oakland Raiders
Campbell fu scelto al quarto giro del Draft 2010 dagli Oakland Raiders. Il 9 luglio firmò un contratto quadriennale del valore di 2,46 milioni di dollari. Debuttò nella NFL il 19 settembre contro i St. Louis Rams con lo Special Team. Chiuse con 10 partite. Nella stagione 2011 trovò pochi spazi, finì giocando solo 4 partite.

### Carolina Panthers
Campbell fu acquisito dai Carolina Panthers il 30 marzo 2012 in cambio del running back Mike Goodson ai Raiders. Chiuse la stagione con 5 partite all'attivo.

## Vittorie e premi
- Nessuno

## Statistiche
| Partite totali             | 19 |
| Partite totali da titolare | 0  |
| Fumble recuperati          | 0  |

Statistiche aggiornate alla stagione 2012